# Мюрленбах
Мюрленбах (нем. Mürlenbach) — община в Германии, в земле Рейнланд-Пфальц. 
Входит в состав района Вульканайфель. Подчиняется управлению Герольштайн.  Население составляет 607 человек (на 31 декабря 2010 года). Занимает площадь 21,64 км².

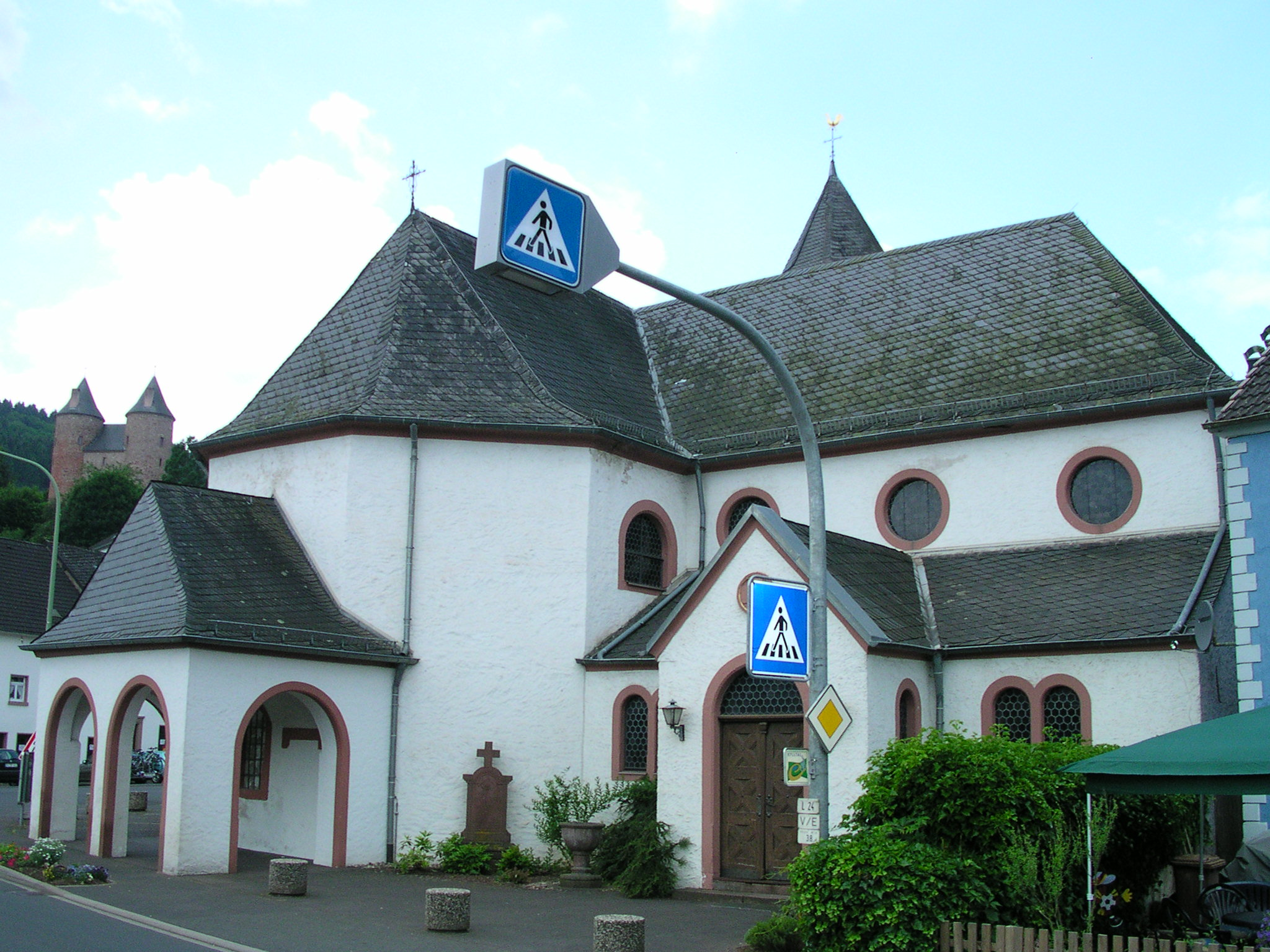
Мюрленбах

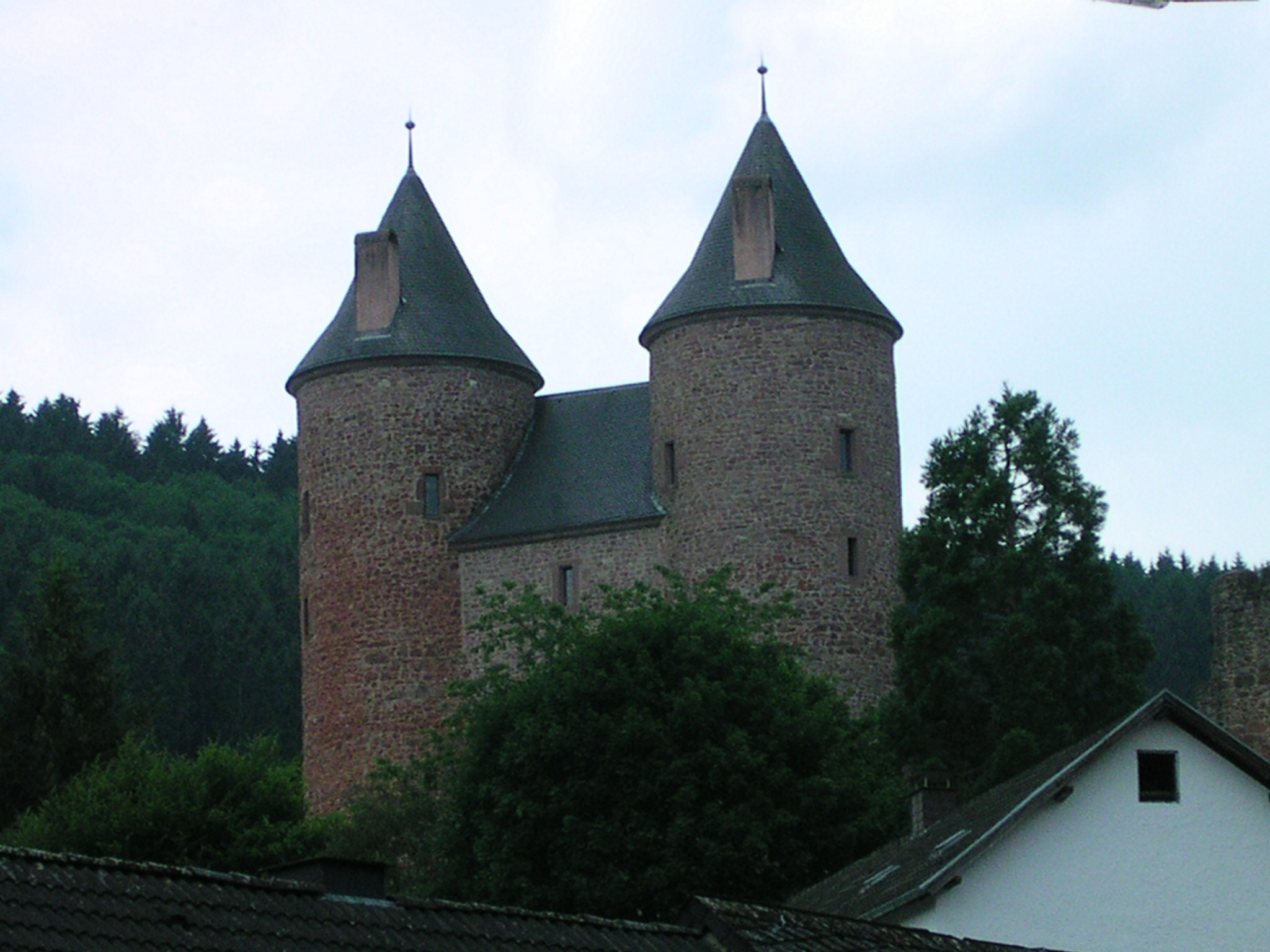
Мюрленбах